# Cate Archer
Catherine Ann Archer, più conosciuta come Cate Archer, è il personaggio protagonista della serie di videogiochi No One Lives Forever.
Nell'universo del videogioco è una agente della UNITY, l'organizzazione antiterroristica britannica. Nata nel marzo del 1942, nel videogioco ha 25 anni.

## Storia

### Inizi
Prima di far parte dell'UNITY, Cate aveva intrapreso la carriera di ladra a causa dell'infanzia difficile e dei genitori morti prematuramente.
Venne notata dall'agente Bruno Lawrie, quando Cate fuggì con il suo orologio. L'orologio era in realtà un dispositivo di tracciamento, che aveva permesso a Bruno di anticiparla e di farsi trovare nel suo appartamento. Ammirando il suo talento e la sua noncuranza del pericolo, decise di prenderla con sé come futura agente per la UNITY.
Prima del primo incidente con la H.A.R.M, Cate aveva svolto diverse missioni minori.

### H.A.R.M
Tra l'11 e il 21 settembre del 1967, circa sette agenti della UNITY vengono uccisi da un assassino misterioso, che ha lasciato sempre una violetta rosa sopra il cadavere delle vittime. La situazione costringe l'organizzazione a impiegare gli unici due agenti pienamente addestrati rimasti, Cate Archer e Bruno Lawrie.
Dopo l'incidente, che sfortunatamente vide la morte di Bruno, Cate guadagnò rispetto come agente, diventando una delle migliori della UNITY.

### Curiosità
- Nel secondo capitolo di Contract J.A.C.K potremmo vedere una sua foto su un cartello "Ricercato".